# René Gérard (football)
Pour les articles homonymes, voir Gérard et René Gérard.
Ne doit pas être confondu avec le joueur et l'entraîneur de football, René Girard.
René Gérard est un footballeur français, né le 8 juin 1914 à Montpellier et mort le 7 juillet 1987 dans sa ville natale. Il joue au poste d'intérieur droit dans les années 1930.
Formé au SO Montpellier, il évolue ensuite dans les clubs du FC Sète puis du Red Star et termine sa carrière au CA Paris.
En équipe de France, il est sélectionné à sept reprises et marque deux buts. Il connaît sa première sélection à l'âge de 17 ans et 11 mois, le 8 mai 1932 contre l'Écosse ce qui en fait le plus jeune sélectionné avec les Bleus. Le nom de Maryan Wisnieski est souvent cité, mais ce dernier n'a fait ses débuts qu'à 18 ans et 2 mois.

## Biographie
René Gérard rejoint en 1928 les rangs de l'équipe junior du SO Montpellier et à l'âge de 16 ans, il est titulaire en équipe première. Au mois de février 1932, il est sélectionné dans l'équipe du Sud-Est avec ses coéquipiers Hornus et Kaucsar pour rencontrer l'équipe du Piémont à Antibes et en fin de saison, il remporte avec ses coéquipiers le championnat de la Ligue du Sud-Est.
Titulaire du poste d'inter gauche, il est associé à Charlie Cros. De taille moyenne, il possède un bon jeu de tête mais c'est au pied qu'il fait la différence grâce à ses dribbles, sa qualité de passe et de centre et sa possibilité de tirer du gauche comme du droit.
Le 23 mars 1932, Gaston Barreau le retient pour le match opposant la France B contre le Luxembourg. Un mois et demi plus tard, il est appelé en équipe de France pour jouer contre l'Écosse, ce match se conclut sur une défaite trois à un. Au cours de l'année 1933, il est retenu à six reprises en équipe de France, il est alors l'un des meilleurs joueurs français au poste d'intérieur. Le 19 mars 1933, les Français rencontrent l'Allemagne et sont menés trois à un à dix minutes de la fin. René Gérard obtient l'égalisation en marquant deux buts, à la 81e minute d'un tir sur une passe de Jean Nicolas, puis à la 83e minute d'une reprise de la tête d'un centre de Roger Rio. Ce match se déroule à Berlin dans un contexte politique tendu, le Reichstag vient d'être incendié et Adolf Hitler obtient les pleins pouvoirs quatre jours plus tard.
En janvier 1934, les Montpelliérains rencontrent en huitième de finale de la coupe de France le  FC Sochaux. René Gerard se blesse gravement au bout d'un quart d'heure de jeu à la suite d'un choc avec le gardien adverse Klares. Victime d'une fracture du péroné, il reste indisponible de longues semaines et n'est alors plus rappelé en équipe de France. En fin de saison, le SOM est condamné par la Fédération française de football pour non-respect du contrat du joueur et falsification de documents comptables. René Gérard se retrouve alors libre et signe sans indemnités financières chez les voisins sétois, où il joue un an, puis part au Red Star et ensuite au CA Paris. La guerre met fin à sa carrière professionnelle. 
Il devient ensuite professeur d'éducation physique. Il meurt à Montpellier le 7 juillet 1987.

## Palmarès
- Champion de la Ligue du Sud-Est 1932 (SO Montpellier).
- 7 sélections, 2 buts en équipe de France[12].